# Betonrausch
Betonrausch ist eine deutsche Tragikomödie von Cüneyt Kaya aus dem Jahr 2020. Der Film wurde am 17. April 2020 beim Streamingdienst Netflix veröffentlicht.

## Handlung
Viktor wächst bei seinem Vater auf, der als Maler arbeitet. Als dieser einen Brief vom Finanzamt erhält, er solle eine Nachzahlung leisten, hat er nichts mehr. Viktor will auf keinen Fall gegen das Finanzamt verlieren.
In jungen Jahren zieht Viktor nach Berlin und arbeitet auf dem Bau, bis ihm die Idee kommt, ein Penthouse zu mieten, das er an die anderen Bauarbeiter untervermietet. So kann er es sich leisten, eine Luxuswohnung zu kaufen. Als er dann den Kleinganoven Gerry kennen lernt, fangen sie an, einen Plan zu entwickeln, um Immobilien-Millionäre zu werden. Sie kaufen reihenweise Wohnungen auf Kredit und vermitteln diese überteuert weiter. Die Kreditvergabe regelt dabei Gerrys Jugendfreundin Nicole als Bankangestellte. In der übrigen Zeit werden Partys gefeiert. Viktor und Nicole heiraten und bekommen eine Tochter. Als das Finanzamt Geld sehen will, gibt es ernsthafte Probleme bis hin zu einer Kontosperrung. Nachdem mit sehr viel Schmiergeld noch eine eigene Bank in Malta gegründet wird, kommt Viktor wegen Betrugs ins Gefängnis. Zu seinem Glück findet er nach dieser Zeit eine immens wertvolle Kette wieder und kann seine Gaunereien weiter betreiben.

## Rezensionen
Der Film verzeichnete gemischte Kritiken. Juliane Klein von citizenz.de schreibt, die Thematik und das Konzept des Films hätten überzeugt. Weiter schreibt sie:

„Betonrausch begibt sich tief in den Immobiliensumpf, mit all seinen Möglichkeiten, diesen auf legalen und illegalen Wegen auszubeuten und sich daran zu bereichern. Obwohl die Macher des Films dies voll auskosten wollten, konnten sie in unseren Augen die Komplexität nicht ganz so gut abbilden.“

Oliver Kaever schrieb bei Spiegel Kultur:

„Betonrausch steht wie sein Vorgänger gleichzeitig auf Gaspedal und Bremse. Es geht wie dort um Exzesse, aber bitte nicht zu wild. Um einen lokalen Spirit, aber bitte so, dass man den auch in Johannesburg versteht. Um eine ungleiche Gesellschaft, aber bitte nicht um den Preis wirklicher Einmischung. Um die Dehnung einer Genreformel, aber bitte nur so weit, dass die Hülle intakt bleibt. Wollte man linguistisch formulieren, ließe sich sagen: ‚Betonrausch‘ ist ein weiterer Netflix-Sprechakt uneigentlichen Sprechens.“

Autor Sebastian Groß schreibt auf moviebreak.de u. a., es sei Betonrausch gelungen, klar und verständlich aufzuzeigen, wie zwei Betrüger dank richtiger Kontakte, Mut zur Dreistigkeit und Kriminalität das Wirtschaftssystem zu ihrem Vorteil ausnutzen und manipulieren können. Weiter schreibt er:

„Zwar beruht der Film auf keiner dezidierten wahren Geschichte, nach der Sichtung von Cüneyt Kayas dritter Regiearbeit bleibt aber kein Zweifel, dass es sich so oder so ähnlich wahrscheinlich schön öfters abgespielt haben muss. Leidtragende sind dabei in der Fiktion genau wie in der Realität aber die Opfer. Genau wie bei The Big Short oder The Wolf of Wall Street ist auch Betonrausch den Tätern und ihrer Welt aus Betrug und Besitz so verfallen, dass für die Geschädigten kein wirklicher Platz im Film ist.“

## Produktion
Die Produktion übernahm das deutsche Unternehmen UFA. Die Dreharbeiten starteten im Frühjahr 2019. Am 17. April 2020 wurde Betonrausch auf Netflix das erste Mal ausgestrahlt.